# Платонова, Агриппина Николаевна
Агриппи́на Никола́евна Плато́нова (в девичестве Маркачёва; 1929, с. Михайловская Слобода, Московский уезд, Московская губерния, СССР) — доярка колхоза имени Тельмана Раменского района Московской области, Герой Социалистического Труда (1949).

## Биография
Родилась в 1929 году в селе Михайловская Слобода, Московский уезд, Московская губерния (ныне Раменский городской округ Московской области) в крестьянской семье. По национальности русская.
С 1941 года, помогая матери — доярке колхоза, ухаживала за 18 коровами, в январе 1943 года устроилась дояркой. В 1948 году, представляя колхоз и Раменский район на областных соревнованиях доярок, завоевала 2-е место.
По итогам 1948 года получила от 8 коров по 5213 килограммов молока с содержанием 191 килограмма молочного жира в среднем от коровы за год, практически вдвое больше, чем у других доярок.
Указом Президиума Верховного Совета СССР от 7 апреля 1949 года «за получение высокой продуктивности животноводства в 1948 году» А. Н. Маркачёва (фамилия в девичестве) удостоена звания Героя Социалистического Труда с вручением ордена Ленина и золотой медали «Серп и Молот».
Участвовала во всесоюзных соревнованиях, до 1963 года была в числе лучших доярок хозяйства, многократно участвовала на Выставке достижений народного хозяйства (ВДНХ) СССР.
После 21 года работы в связи с заболеванием перешла в полеводческую бригаду, после работала в детском комбинате. Избиралась депутатом Чулковского сельского совета. В 1980 году вышла на заслуженный отдых, проживает в деревне Чулково Раменского района.
Награждена орденом Ленина (07.04.1949), медалями.